# 汤灿
汤灿（1975年6月12日—），生于中国湖北省恩施州利川县，原籍湖南株洲。一级演员、歌手、中国人民解放军文职干部（文职三级，专业技术五级，对应大校军衔），被誉为中国民歌女歌手“四小民旦”之一。2011年底，汤灿从公众视野消失，原因多有猜测。有报道称她與多名中國大陸高官有染，号称「軍中妖姬」、「公共情婦」，因间谍罪入狱。2016年，有报道指汤灿释放。2023年后，汤灿开始重新出现在公众视野。

## 生平
1975年，汤灿出生在湖北省利川县，童年时喜欢跳舞，嗓音优美。其隨母親姓湯，而父親一方的曾祖父為俄羅斯人。十几岁时，汤灿的母亲把她送进学校学幼师，放弃祖传的医学，后来考取了武汉音乐学院。1996年，汤灿考取东方歌舞团，出任一名独唱演员。1998年，汤灿登陆央视春晚。1999年，汤灿以《祝福祖国》一跃而红，后来师从中国音乐学院院长金铁霖。她曾於2004年被選為出演音樂劇《雪狼湖》國語版的女主角寧靜雪一角，但在該劇巡演開始后僅僅幾場時間便被劇組除名由許慧欣取代。
2010年9月13日，北京军区政治部战友文工团特招汤灿入伍，授予她文职级别三级（对应大校军衔），专业技术五级。2011年，湯燦開始涉足影視界，於以淞滬會戰為主題的諜戰題材電視劇「鐵血壯士」中擔任主演。但由於在播出之前湯燦突然失蹤，因此製作單位不得不刪除所有湯燦正面出現的鏡頭並起用沈傲君重拍。

### 失蹤與被逮捕、判刑的傳聞
2011年12月底，传出汤灿因涉贪腐、性賄賂被中纪委带走调查的消息后，她就再也没有露面，但有关其消息则不断曝光。比如她的豪宅和珠宝、奢华和糜烂的生活，与周永康、薄熙来等有染等。之后一度传出其死讯。2013年的大年初三，有自称汤灿好友的作家孙钥洋与晋城市外侨办的副主任两人，都不约而同地在各自微博证实：汤灿于年前被批捕，被判有期徒刑7年，中國網上一度盛傳她已經被秘密處决。
2013年12月20日，明鏡新聞網報導：湯燦據傳目前被關押在湖北，日前被中紀委立案調查，她涉嫌性賄賂解放軍多名高級將領。消息人士對明鏡新聞網說，湯燦堪稱解放軍頭號公共情婦，涉嫌性賄賂解放軍高級將領，捲入幾宗中紀委正在追查的貪腐大案。
2014年有消息指湯燦曾與周永康的最後一任秘書余剛登記結婚。2014年12月8日，周永康被剝奪中国共產黨黨籍後，多家香港媒體對湯燦的情況進行了報道，指湯燦犯有間諜罪，為了達到獲取機密訊息的目的而與多名高官通姦。湯燦過去在美國學習聲樂時被間諜機構發展為美國間諜。而後則利用民歌手身份作為掩護當上多名高官的公共情婦，並將獲取到的軍事、經濟等機密訊息秘密送往西方國家。另外，湯燦還將中南海內部的具體結構等做成地圖，但在外傳之前其人便被抓獲。現在湯燦在武漢市附近的一所監獄服刑，在獄中還負責對其他女囚進行文藝指導。
2016年6月，騰訊網“探针”专栏刊文，据接近湖北某女子监狱人士透漏，湯燦因涉嫌經濟犯罪，以化名「鄒艷」被關押在湖北咸寧女子監獄，並已於當年年初出獄，之後去向不明。
2018年5月5日，明鏡新聞創辦人何頻在推特上傳一張湯燦的新照片。香港《蘋果日報》報道，何頻稱是湯燦近日探望其老師的合照。其推文：「我當時並不知道湯燦是誰，但是明鏡報導之後，遭到駭客攻擊，有人告知是李東生幹的。我當時沒有想到，這件事是周永康垮台的序幕。今天得知湯燦回家了，好事，祝福她。」何頻接受該報記者訪問時表示，明鏡新聞2014年報導湯燦遭調查新聞時，他還不認識湯燦是誰，四處打聽後才了解她的背景，「之後我們的網站就受到非常猛烈的攻擊，美國的人員查出來，是公安部前副部長李東生那邊的系統發動的駭客攻擊」。何頻指湯燦犯受賄罪，入獄年期大概是5至6年。從刑期判斷，湯燦刑期未滿，有可能是提前釋放。
2020年2月22日，汤灿在其刚刚开设的个人抖音账号上发布视频，直播其在家练瑜伽。這是湯燦事隔多年後，重新在公眾視野中出現。但之後不久，湯燦的抖音帳號被刪除，原因不明。
2023年5月12日，汤灿时隔12年再度亮相舞台，受邀参加了全国书法展开幕式活动。11月8日，汤灿在位于浙江省温州市苍南县举行的第八届四季柚采摘文化旅游节上表演了《幸福万年长》《龙船调》等歌曲。
2025年1月9日，汤灿复出后的第一首新歌《全家福》上线音乐平台。

## 个人生活
生活中的汤灿喜欢佩戴翡翠首饰。
约2006-2008年，汤灿与导演陆川交往。

## 作品
汤灿为多部热播的影视剧演唱过主题曲。如电视剧三国主题曲《天地莽苍苍》等。